# Maurice Hurel
Maurice Hurel (* 29. April 1896 in Cherbourg; † 18. September 1982 in Neuilly-sur-Seine) war ein französischer Marineoffizier und Luftfahrtpionier.

## Karriere
Hurel trat 1914 in die École navale ein und blieb dort bis zu seiner Beförderung zum Major. Im Jahr 1917 kam er zu den Marinefliegern und erwarb dort seine Pilotenlizenz zunächst für Land-, dann auch für Wasserflugzeuge. Nach einer Anstellung beim Institut Supérieur de l’Aéronautique et de l’Espace, wurde er technischer Direktor bei Chantiers Aéro-Maritimes de la Seine, wo er zahlreiche Prototypen von Wasserflugzeugen entwarf und flog. Danach war er technischer Direktor bei der Société Nationale de Constructions Aéronautiques du Sud-Ouest, wo er die Entwicklung der Sud-Ouest SO.95 Corse leitete. 
Im August 1943 floh er mit drei seiner Söhne und einiger seiner Ingenieurskollegen sowie Brigadegeneral und Oberbefehlshaber von Korsika Amédée Jean Mollard über den Flugplatz Cannes-Mandelieu aus dem besetzten Frankreich nach Algerien, um dort gegen die Besatzung Frankreichs zu kämpfen. 
Im Jahr 1947 gründete er zusammen mit Jacques Dubois das Unternehmen Hurel-Dubois, um seine Vision von Flugzeugen mit Tragflächen sehr großer Streckung zu verwirklichen.

## Auszeichnungen
- Kommandeur der französischen Ehrenlegion